# Njuollavárrie naturreservat
Njuollavárrie naturreservat är ett naturreservat i Arjeplogs kommun i Norrbottens län.
Området är naturskyddat sedan 2024 och är 350 hektar stort. Reservatet ligger nordväst om Slagnäs och består av grannturskog med inslag av björk tall och sälg samt små öppna myrar och gransumpskog. 